# Нела, принцесата рицар
„Нела, принцесата рицар“ (на английски: Nella the Princess Knight) е американски анимационен сериал по идея на Кристин Ричи, излъчва се премиерно по Nickelodeon на 6 февруари 2017 г. и свършва на 21 юли 2021 г.

## В България
В България сериалът започва излъчване по локалната версия на „Никелодеон“ на 22 юли 2017 г., а след това се излъчва и по „Ник Джуниър“.
Също така е достъпен и в стрийминг платформата SkyShowtime под заглавието „Нела, смелата принцеса“.

### Нахсинхронен дублаж
Дублажът на сериала е първоначално записан в студио „Александра Аудио“ до 40-ти епизод на първи сезон, а по-късно се премества в студио „Про Филмс“ от 41-ви епизод до края през 2018 г., заедно с останалите сериали на „Никелодеон“.
| Роля          | Изпълнител                                                   |
| ------------- | ------------------------------------------------------------ |
| Нела          | Малена Шишкова                                               |
| Уилоу         | Ангелина Русева                                              |
| Гарет         | Константин Димитров                                          |
| Бижу          | Татяна Етимова                                               |
| Клод          | Цвети Пеняшки                                                |
| Орк           | Петър Бонев                                                  |
| Физел         | Анатолий Божинов                                             |
| Сър Блейн     | Михаела Тюлева                                               |
| Сър Гарет     | Мариета Петрова                                              |
| Кралица Мама  | Мариета Петрова                                              |
| Цар Татко     | Явор Караиванов                                              |
| Минотавра     | Елена Грозданова                                             |
| Други гласове | Анатолий Божинов Владимир Зомбори Михаела Тюлева Петър Бонев |

| Пост                | Име                                                               |
| ------------------- | ----------------------------------------------------------------- |
| Режисьор на дублажа | Евгения Ангелова                                                  |
| Преводачи           | Лора Станоева Велислава Кирилова Никол Султанова Деница Цветанова |

- Началната песен се изпълнява от Йоанна Драгнева.[5]